# Barbara Partee
Barbara Hall Partee, född 23 juni 1940 i Englewood, New Jersey, USA, är en amerikansk professor emerita i lingvistik och filosofi vid University of Massachusetts Amherst (UMass). Hon är en av grundarna av nutida formell semantik i USA. Hon avgick med pension i september 2004.

## Biografi
Partee växte upp i Baltimoreområdet och tillbringade sin första studietid Swarthmore College, där hon studerade matematik med ryska och filosofi som biämnen, och gjorde examensarbete vid Massachusetts Institute of Technology under Noam Chomsky.
Partee började sin akademiska karriär vid University of California, Los Angeles 1965 som docent i lingvistik. Hon undervisade där fram till 1972, då hon flyttade till University of Massachusetts Amherst, där hon snart tillträdde en professur. Under sin tid på UMass har hon undervisat många studenter som skulle bli framstående lingvister som Gennaro Chierchia och Irene Heim.
Genom sin samverkan med filosofen och logiker Richard Montague vid UCLA på 1970-talet spelade Partee en viktig roll i att föra samman forskningstraditioner inom generativa språk, formell logik och analytisk filosofi, under en agenda presenterad av David Lewis i hans artikel General Semantics 1970.  Hon hjälpte till att popularisera Montagues syn på semantik för naturliga språk bland lingvister i USA, särskilt i en tid när det fanns en stor osäkerhet om relationen mellan syntax och semantik.
Under sina senare år har hon blivit allt mer intresserade av en ny typ av intellektuell syntes, som ansluter till traditionen av lexikal semantisk forskning, som länge har praktiserats i Ryssland.

## Utmärkelser
Bland de utmärkelser som tilldelats Partee kan nämnas 
- ordförandeskapet i Linguistic Society of America (1986),
- hedersdoktorat vid Swarthmore College (1989), Karlsuniversitetet (1992), Copenhagen Business School (2005), och University of Chicago (2014),
- medlem i American Academy of Arts and Sciences (1984) och United States National Academy of Sciences (1989),
- Max-Planck-Forschungspreis (tilldelad av Max Planck-sällskapet) tillsammans med Hans Kamp (1992),
- utländsk ledamot av Kungliga nederländska vetenskapsakademin sedan 2002.[5]